# Masdevallia pulcherrima
Masdevallia pulcherrima är en orkidéart som beskrevs av Carlyle August Luer och Angel Andreetta. Masdevallia pulcherrima ingår i släktet Masdevallia och familjen orkidéer. Inga underarter finns listade i Catalogue of Life.